# Sapatos de lótus

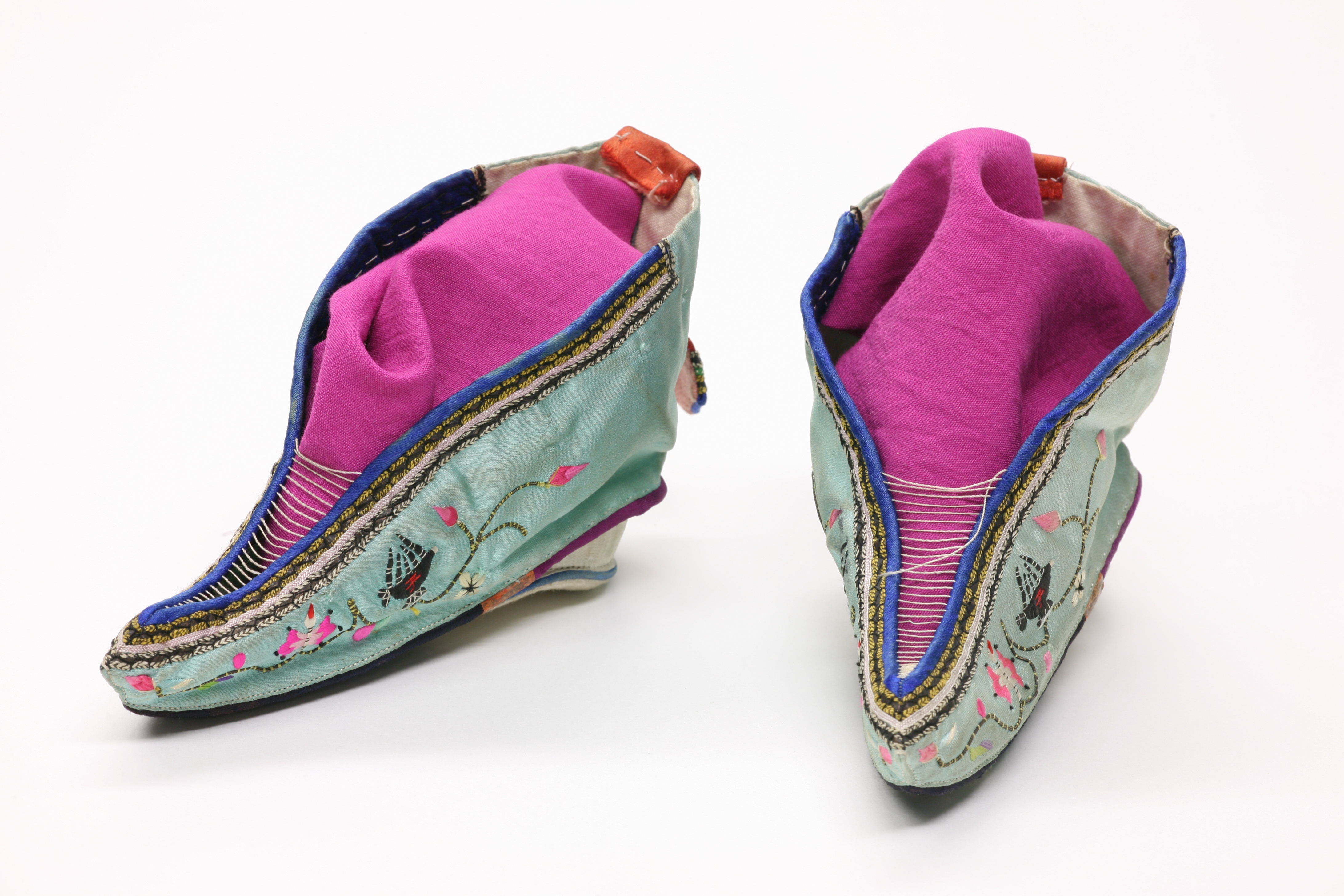
Sapato de Lótus

Sapatos de lótus (chinês simplificado: 莲 履; chinês tradicional: 莲 履; pinyin: lianlǚ) são calçados que foram usados pelas mulheres na China. Os sapatos tem formato de cone, com a finalidade de se assemelhar a um botão de lótus. Eles são feitos a partir de algodão ou seda, e pequenos o suficiente para caber na palma de uma mão. Alguns modelos tiveram saltos ou a sola era moldada por uma cunha. Eles foram feitos em diferentes estilos e cores, e eram geralmente ricamente decorados, com desenhos bordados de animais ou de flores que poderiam continuar na sola do sapato. Alguns modelos só se encaixam sobre a ponta do pé, dando a ilusão do formato de um pequeno pé quando usado sob uma saia longa. 

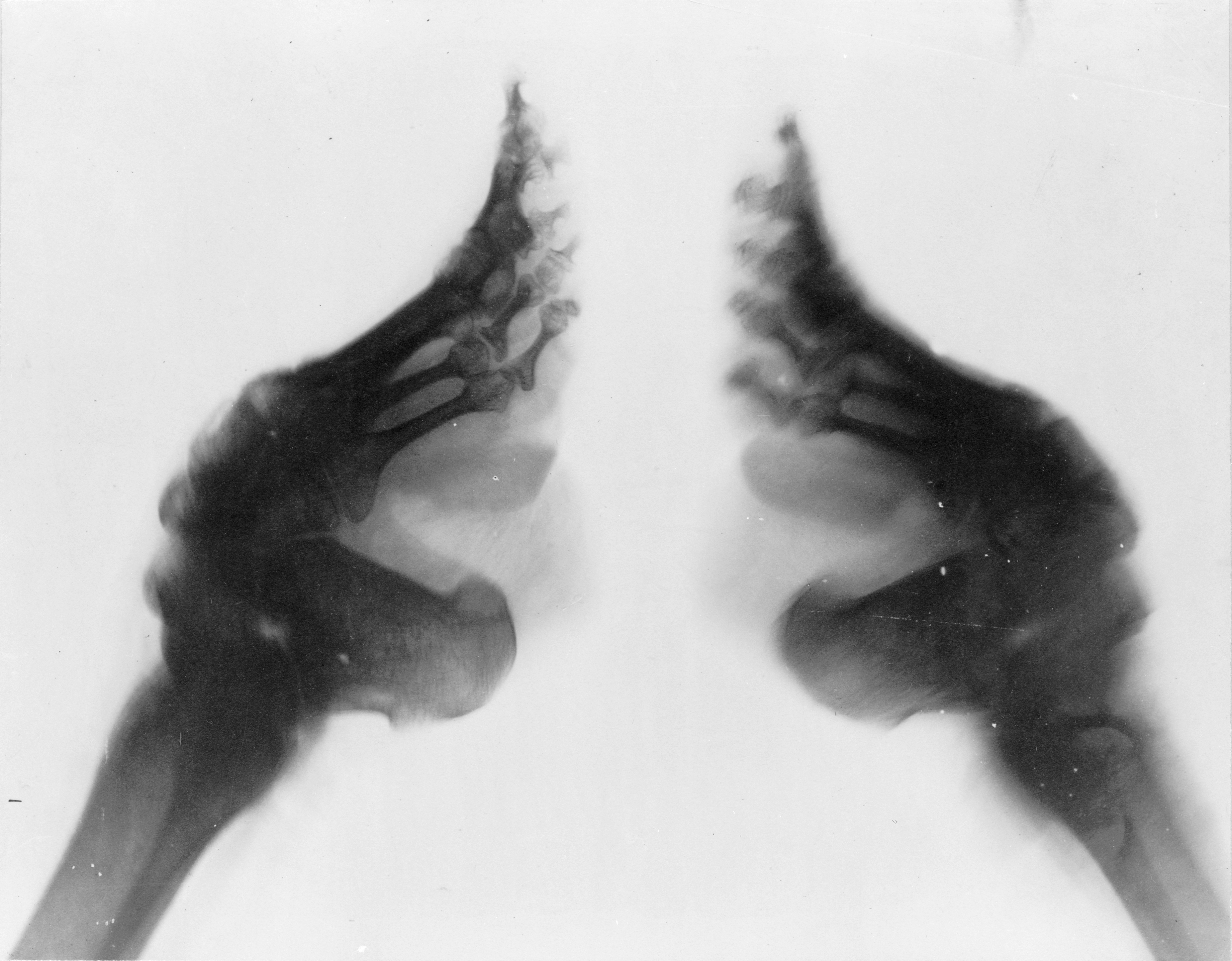
Deformidade causada pelo uso do sapato

Embora tenha caído em desuso, muitos sapatos de lótus sobrevivem como artefatos em museus ou coleções particulares.